# Alexandromys fortis
Alexandromys fortis és una espècie de mamífer rosegador de la família dels cricètids. Viu a la Xina, Corea del Nord, Corea del Sud, Mongòlia i Rússia. Habita les zones humides. Possiblement està amenaçat pels incendis espontanis o provocats.